# ギアハイン県
ギアハイン県（ギアハインけん、ベトナム語：Huyện Nghĩa Hành / 縣義行?）は、ベトナム社会主義共和国クアンガイ省の県。面積は235.42km²、人口は90,840人（2014年）である。

## 行政区画
1市鎮11社から構成される。